# Phaloria pulchra
Phaloria pulchra är en insektsart som beskrevs av Andrej Vasiljevitj Gorochov 1996. Phaloria pulchra ingår i släktet Phaloria och familjen syrsor. Inga underarter finns listade i Catalogue of Life.